# Sindrome del nevo basocellulare
La sindrome di Gorlin, nota anche come sindrome del carcinoma basocellulare nevoide (NBCCS) scoperta per la prima volta nel 1960, è un raro disordine ereditario a trasmissione autosomica dominante ad alta penetranza e variabile espressività, che si manifesta con anomalie di sviluppo e predisposizione a sviluppare vari tipi di neoplasie (tumori) probabilmente per alterazione della normale via apoptotica. Le manifestazioni patologiche che più frequentemente si sviluppano sono il carcinoma basocellulare, spesso in forma multipla, il tumore cheratocistico odontogeno e le anomalie ossee.. La sindrome, che solitamente esordisce durante l'adolescenza o comunque nell'età giovanile, evolve per tutta la vita con alterazioni cutanee, ossee, oculari, nervose ed endocrine.

## Epidemiologia
La sua incidenza è stata calcolata attraverso studi e si attesta su 1 caso su 56 000-164 000 persone, colpisce indifferentemente sia gli uomini che le donne.

## Sintomatologia
Le manifestazioni cutanee più frequenti sono depressioni puntiformi palmo-plantari note come pits, cisti epidermoidi, comedoni, fibromi molli, chiazze caffè-latte, milia, ed amartomi di varia forma e dimensione.

Tra le manifestazioni extracutanee ricordiamo invece i tumori cheratocistici odontogeni, spesso in forma multipla, alcune anomalie scheletriche (come cifoscoliosi, spina bifida occulta, bozze frontali, anomalie vertebrali e costali, polidattilia, sindattilia), anomalie oculari, del sistema nervoso ed endocrino (come agenesia del corpo calloso, meningiomi, medulloblastomi, macrocefalia, ritardo mentale solitamente di lieve entità).

## Eziologia
La causa è genetica, legata alla mutazione del gene PTCH1 localizzato sul cromosoma 9 (9q22.3), che esprime una proteina transmembrana implicata nel sistema di trasmissione Hedgehog, il cui alterato funzionamento è in grado di sovvertire una serie di funzioni cellulari di notevole importanza, e promuovere la formazione dei tumori.

## Terapia
Attualmente non esiste una terapia risolutiva, la gestione prevede una sorveglianza dermatologica intensiva e lo screening annuale per il medulloblastoma fino all'età di 8 anni. La rimozione chirurgica delle lesioni è possibile ma dato l'elevatissimo numero risulta spesso altamente demolitiva. Per questo motivo viene spesso preferita la terapia medica con somministrazione locale di Imiquimod o di 5-Fluorouracile. Sono in corso studi per l'applicazione terapeutica del Vismodegib, che agisce selettivamente sulla via di trasduzione alterata. Sempre assolutamente controindicata è invece la radioterapia, data la fragilità genomica di questi pazienti. Viene eseguita inoltre correzione delle anomalie ossee, con un approccio multidisciplinare. Possono esservi effetti collaterali sia a livello estetico ma anche di carattere funzionale.